# Steady Geyser
Steady Geyser est un geyser situé dans le Lower Geyser Basin dans le parc national de Yellowstone aux États-Unis.
Steady fait partie du groupe Black Warrior (Black Warrior Group) dont font aussi partie Young Hopeful Geyser, Gray Bulger Geyser et Artesia Geyser.

## Géologie
Steady est un geyser perpétuel qui ne s'est jamais arrêté de jaillir depuis qu'il a été vu la première fois. L'eau jaillit d'au moins un de ses deux cônes et arrive directement dans Hot Lake. L'alternance entre les deux orifices varie : parfois, il y a alternance d'un orifice à l'autre. Au meilleur de lui-même, les éruptions de Steady ont atteint 9,1 m mais ces derniers temps, il ne dépasse pas 3,7 m et atteint la plupart du temps moins de la moitié de ça. Mais il fait tout de même jaillir un volume d'eau impressionnant.